# Мигел Идалго (град Мексико)
Мигел Идалго (шп. Miguel Hidalgo) насеље је у Мексику у савезној држави Мексико Сити у општини Мигел Идалго. Насеље се налази на надморској висини од 2270 м.

## Становништво
Према подацима из 2010. године у насељу је живело 372889 становника.

### Хронологија
| Година       | 2000                     | 2005                     | 2010                     |
| ------------ | ------------------------ | ------------------------ | ------------------------ |
| Становништво | 352640 (160132 / 192508) | 353534 (163271 / 190263) | 372889 (172667 / 200222) |

### Попис
| \| \| м \| \| \| ж \| \| 0—2 \| 6.330 \| \| \| 6.268 \| \| 3—5 \| 6.696 \| \| \| 6.481 \| \| 6—11 \| 13.308 \| \| \| 12.762 \| \| 12—14 \| 6.368 \| \| \| 6.361 \| \| 15—17 \| 6.944 \| \| \| 7.188 \| \| 18—24 \| 17.861 \| \| \| 20.336 \| \| 60+ \| 20.086 \| \| \| 30.453 \| \| Просек : \| 34,2 \| \| \| 36,1 \| |        |  |  |        |
| |        |  |  |        |
| | м      |  |  | ж      |
| 0—2 | 6.330  |  |  | 6.268  |
| 3—5 | 6.696  |  |  | 6.481  |
| 6—11 | 13.308 |  |  | 12.762 |
| 12—14 | 6.368  |  |  | 6.361  |
| 15—17 | 6.944  |  |  | 7.188  |
| 18—24 | 17.861 |  |  | 20.336 |
| 60+ | 20.086 |  |  | 30.453 |
| Просек : | 34,2   |  |  | 36,1   |

| #   | Индикатор                                                                                        | Вредност |
| --- | ------------------------------------------------------------------------------------------------ | -------- |
| 1   | Становништво од 0 до 2 године                                                                    | 12598    |
| 2   | Мушко становништво од 0 до 2 године                                                              | 6330     |
| 3   | Женско становништво од 0 до 2 године                                                             | 6268     |
| 4   | Становништво са 3 и више година                                                                  | 337089   |
| 5   | Мушко становништво са 3 и више година                                                            | 154744   |
| 6   | Женско становништво са 3 и више година                                                           | 182345   |
| 7   | Становништво са 5 и више година                                                                  | 328198   |
| 8   | Мушко становништво са 5 и више година                                                            | 150211   |
| 9   | Женско становништво са 5 и више година                                                           | 177987   |
| 10  | Становништво са 12 и више година                                                                 | 297842   |
| 11  | Мушко становништво са 12 и више година                                                           | 134740   |
| 12  | Женско становништво са 12 и више година                                                          | 163102   |
| 13  | Становништво са 15 и више година                                                                 | 285113   |
| 14  | Мушко становништво са 15 и више година                                                           | 128372   |
| 15  | Женско становништво са 15 и више година                                                          | 156741   |
| 16  | Становништво са 18 и више година                                                                 | 270981   |
| 17  | Мушко становништво са 18 и више година                                                           | 121428   |
| 18  | Женско становништво са 18 и више година                                                          | 149553   |
| 19  | Становништво од 3 до 5 година                                                                    | 13177    |
| 20  | Мушко становништво од 3 до 5 година                                                              | 6696     |
| 21  | Женско становништво од 3 до 5 година                                                             | 6481     |
| 22  | Становништво од 6 до 11 година                                                                   | 26070    |
| 23  | Мушко становништво од 6 до 11 година                                                             | 13308    |
| 24  | Женско становништво од 6 до 11 година                                                            | 12762    |
| 25  | Становништво од 8 до 14 година                                                                   | 30226    |
| 26  | Мушко становништво од 8 до 14 година                                                             | 15283    |
| 27  | Женско становништво од 8 до 14 година                                                            | 14943    |
| 28  | Становништво од 12 до 14 година                                                                  | 12729    |
| 29  | Мушко становништво од 12 до 14 година                                                            | 6368     |
| 30  | Женско становништво од 12 до 14 година                                                           | 6361     |
| 31  | Становништво од 15 до 17 година                                                                  | 14132    |
| 32  | Мушко становништво од 15 до 17 година                                                            | 6944     |
| 33  | Женско становништво од 15 до 17 година                                                           | 7188     |
| 34  | Становништво од 18 до 24 године                                                                  | 38197    |
| 35  | Мушко становништво од 18 до 24 године                                                            | 17861    |
| 36  | Женско становништво од 18 до 24 године                                                           | 20336    |
| 37  | Женско становништво од 15 до 49 година                                                           | 104926   |
| 38  | Становништво са 60 и више година                                                                 | 50539    |
| 39  | Мушко становништво са 60 и више година                                                           | 20086    |
| 40  | Женско становништво са 60 и више година                                                          | 30453    |
| 41  | Однос између мушкараца и жена                                                                    | 86.24    |
| 42  | Становништво од нуле до 14 година                                                                | 64574    |
| 43  | Становништво од 15 до 64 године                                                                  | 249056   |
| 44  | Становништво од 65 година и више                                                                 | 36057    |
| 45  | Просечан број деце                                                                               | 1.62     |
| 46  | Становништво рођено у ентитету                                                                   | 263970   |
| 47  | Мушко становништво рођено у ентитету                                                             | 125937   |
| 48  | Женско становништво рођено у ентитету                                                            | 138033   |
| 49  | Становништво рођено у другом ентитету                                                            | 72342    |
| 50  | Мушко становништво рођено у другом ентитету                                                      | 28665    |
| 51  | Женско становништво рођено у другом ентитету                                                     | 43677    |
| 52  | Становништво од 5 година и више резидентно у ентитету у јуну 2005. године                        | 298254   |
| 53  | Мушко становништво старосног доба од 5 година и више, резидентно у ентитету у јуну 2005. године  | 136689   |
| 54  | Женско становништво старосног доба од 5 и више година, резидентно у ентитету у јуну 2005. године | 161565   |
| 55  | Становништво од 5 година и више које је живело у другом ентитету у јуну 2005. године             | 21889    |
| 56  | Мушко становништво старије од 5 година које је живело у другом ентитету у јуну 2005. године      | 9445     |
| 57  | Женско становништво старије од 5 година које је живело у другом ентитету у јуну 2005. године     | 12444    |
| 58  | Становништво од 3 године и више које говори аутохтони језик                                      | 3999     |
| 59  | Мушко становништво старо 3 године и више које говори аутохтони језик                             | 1461     |
| 60  | Женско становништво старо 3 године и више које говори аутохтони језик                            | 2538     |
| 61  | Становништво од 3 године и више које говори аутохтони језик и не говори шпански језик            | 5        |
| 62  | Мушко становништво старо 3 године и више које говори аутохтони језик и не говори шпански         | 2        |
| 63  | Женско становништво старо 3 године и више које говори аутохтони језик и не говори шпански језик  | 3        |
| 64  | Становништво старо 3 године и више које говори аутохтони језик и шпански                         | 3131     |
| 65  | Мушко становништво старо 3 године и више које говори аутохтони језик и шпански                   | 1078     |
| 66  | Женско становништво старо 3 године и више које говори аутохтони језик и шпански                  | 2053     |
| 67  | Становништво од 5 година и више које говори аутохтони језик                                      | 3971     |
| 68  | Становништво од 5 година и више које говори аутохтони језик и не говори шпански језик            | 5        |
| 69  | Становништво од 5 година и више које говори аутохтони језик и говори шпански језик               | 3120     |
| 70  | Становништво у домородачким домаћинствима                                                        | 6079     |
| 71  | Становништво са ограничењима у активностима                                                      | 14222    |
| 72  | Становништво са ограниченим ходањем или кретањем, горе или доле                                  | 8610     |
| 73  | Становници са ограничењима вида, чак и уз кориштење сочива                                       | 3603     |
| 74  | Становништво са ограничењима говора, комуникације или конверзације                               | 1031     |
| 75  | Становништво са ограниченим слухом                                                               | 1962     |
| 76  | Становништво са ограничењима при одевању, купању или јелу                                        | 1023     |
| 77  | Становништво са ограничењима у опажању или учењу једноставних ствари                             | 688      |
| 78  | Становништво са менталним ограничењима                                                           | 1500     |
| 79  | Становништво без ограничења активности                                                           | 332397   |
| 80  | Становништво од 3 до 5 година које не похађа школу                                               | 3116     |
| 81  | Мушко становништво од 3 до 5 година које не похађа школу                                         | 1577     |
| 82  | Женско становништво од 3 до 5 година које не похађа школу                                        | 1539     |
| 83  | Становништво од 6 до 11 година које не похађа школу                                              | 558      |
| 84  | Мушко становништво од 6 до 11 година које не похађа школу                                        | 269      |
| 85  | Женско становништво од 6 до 11 година које не похађа школу                                       | 289      |
| 86  | Становништво од 12 до 14 година које не похађа школу                                             | 471      |
| 87  | Мушко становништво од 12 до 14 година које не похађа школу                                       | 267      |
| 88  | Женско становништво од 12 до 14 година које не похађа школу                                      | 204      |
| 89  | Становништво од 15 до 17 година похађа школу                                                     | 11756    |
| 90  | Мушко становништво од 15 до 17 година похађа школу                                               | 5869     |
| 91  | Женско становништво између 15 и 17 година живота у школи                                         | 5887     |
| 92  | Становништво од 18 до 24 године похађа школу                                                     | 18869    |
| 93  | Мушко становништво од 18 до 24 године похађа школу                                               | 9542     |
| 94  | Женско становништво од 18 до 24 године похађа школу                                              | 9327     |
| 95  | Становништво од 8 до 14 година које не може да чита и пише                                       | 281      |
| 96  | Мушко становништво старосног доба од 8 до 14 година које не може да чита и пише                  | 156      |
| 97  | Женско становништво старосног доби од 8 до 14 година које не може да чита и пише                 | 125      |
| 98  | Становништво од 15 година и више које је неписмено                                               | 3421     |
| 99  | Мушко становништво од 15 година и више које је неписмено                                         | 809      |
| 100 | Женско становништво од 15 година и више које је неписмено                                        | 2612     |
| 101 | Становништво старо 15 и више година без школовања                                                | 6130     |
| 102 | Мушко становништво старо 15 и више година без школовања                                          | 1808     |
| 103 | Женско становништво старо 15 и више година без школовања                                         | 4322     |
| 104 | Становништво старосног доба 15 и више година са непотпуним основним образовањем                  | 11390    |
| 105 | Мушко становништво старосног доба од 15 година и више са непотпуном основним образовањем         | 3556     |
| 106 | Женско становништво старосног доба 15 и више година са непотпуном основним образовањем           | 7834     |
| 107 | Становништво старо 15 и више година са комплетним основним образовањем                           | 25383    |
| 108 | Мушко становништво старо 15 година и више са комплетним основним образовањем                     | 8909     |
| 109 | Женско становништво старо 15 и више година са комплетним основним образовањем                    | 16474    |
| 110 | Становништво старосног доба 15 и више година са непотпуним средњим образовањем                   | 9175     |
| 111 | Мушко становништво старосног доба од 15 година и више са непотпуним средњим образовањем          | 4696     |
| 112 | Женско становништво старосног доба од 15 година и више са непотпуним средњим образовањем         | 4479     |
| 113 | Становништво старо 15 и више година са пуним секундарном образовањем                             | 41363    |
| 114 | Мушко становништво старосног доба од 15 година и више са пуним секундарном образовањем           | 18818    |
| 115 | Женско становништво старосног доба од 15 година и више са пуним секундарном образовањем          | 22545    |
| 116 | Становништво старије од 18 година са постосновним образовањем                                    | 181312   |
| 117 | Мушко становништво старије од 18 година са постосновним образовањем                              | 86851    |
| 118 | Женско становништво старије од 18 година са постосновним образовањем                             | 94461    |
| 119 | Просечна оцена школовања                                                                         | 11.88    |
| 120 | Просечан ниво образовања мушке популације                                                        | 12.42    |
| 121 | Просечан ниво образовања женског становништва                                                    | 11.43    |
| 122 | Економски активно становништво                                                                   | 182105   |
| 123 | Економски активна мушка популација                                                               | 98567    |
| 124 | Економски активна женска популација                                                              | 83538    |
| 125 | Становништво које није економски активно                                                         | 114398   |
| 126 | Мушко становништво које није економски активно                                                   | 35578    |
| 127 | Женско становништво које није економски активно                                                  | 78820    |
| 128 | Запослено становништво                                                                           | 175245   |
| 129 | Запослено мушко становништво                                                                     | 94239    |
| 130 | Запослено женско становништво                                                                    | 81006    |
| 131 | Незапослена популација                                                                           | 6860     |
| 132 | Незапослена мушка популација                                                                     | 4328     |
| 133 | Незапослена женска популација                                                                    | 2532     |
| 134 | Становништво без права на здравствене услуге                                                     | 88809    |
| 135 | Становништво које има право на здравствене услуге                                                | 259891   |
| 136 | Становништво које има право на ИМСС                                                              | 146276   |
| 137 | Становништво које има право на социјално осигурање                                               | 37124    |
| 138 | Становништво које има право на државно социјално осигурање                                       | 525      |
| 139 | Становништво које има право на опште осигурање или здравствено осигурање за нову генерацију      | 17470    |
| 140 | Становништво које је било једном или није било у браку током 12 година и више                    | 117016   |
| 141 | Венчано или уједињено становништво од 12 година и више                                           | 138650   |
| 142 | Становништво које је било у браку или уједињено 12 година и више                                 | 41393    |
| 143 | Становништво са католичком религијом                                                             | 289038   |
| 144 | Протестанти, еванђелисти и библијски следбеници различити од еванђелиста                         | 20260    |
| 145 | Становништво са другим религијама различитим од претходних                                       | 10293    |
| 146 | Становништво без религије                                                                        | 23165    |
| 147 | Укупно пописаних домаћинства                                                                     | 112450   |
| 148 | Пописна домаћинства на челу са мушкарцима                                                        | 72740    |
| 149 | Пописна домаћинства на челу са женама                                                            | 39710    |
| 150 | Становништво у пописним домаћинствима                                                            | 348114   |
| 151 | Становништво у пописним домаћинствима на челу са мушкарцима                                      | 241850   |
| 152 | Становништво у пописним домаћинствима на челу са женама                                          | 106264   |
| 153 | Укупно домаћинстава                                                                              | 145091   |
| 154 | Укупно насељених домаћинстава                                                                    | 120186   |
| 155 | Укупно приватних кућа                                                                            | 137355   |
| 156 | Насељени приватни домови                                                                         | 112450   |
| 157 | Укупно насељених приватних кућа                                                                  | 120135   |
| 158 | Ненасељене приватне куће                                                                         | 17677    |
| 159 | Појединачна домаћинства за привремену употребу                                                   | 7228     |
| 160 | Становници у насељеним приватним кућама                                                          | 348114   |
| 161 | Насељеност станара у приватним становима                                                         | 3.1      |
| 162 | Просечно становника по соби у приватним насељеним домаћинствима                                  | 0.7      |
| 163 | Појединачна домаћинства са подовима од различитих материјала од земље                            | 109983   |
| 164 | Појединачна домаћинства у приземљу                                                               | 517      |
| 165 | Појединачна домаћинства са једном спаваћом собом                                                 | 36074    |
| 166 | Појединачна домаћинства са две спаваће собе и више                                               | 75785    |
| 167 | Појединачна домаћинства са једним собом                                                          | 3362     |
| 168 | Појединачна домаћинства са две собе                                                              | 9489     |
| 169 | Појединачна домаћинства са 3 собе и више                                                         | 98896    |
| 170 | Појединачна домаћинства која имају електрично светло                                             | 112011   |
| 171 | Појединачна домаћинства која немају електрично светло                                            | 36       |
| 172 | Појединачна домаћинства која имају водоводну воду у стамбеном простору                           | 110714   |
| 173 | Појединачна домаћинства која немају водоводну воду у стамбеном простору                          | 844      |
| 174 | Појединачна домаћинства која имају тоалет                                                        | 111216   |
| 175 | Појединачна домаћинства која имају канализацију                                                  | 111458   |
| 176 | Појединачна домаћинства која немају канализацију                                                 | 71       |
| 177 | Појединачна домаћинства која имају електрично светло, довод воде из јавне мреже и канализацију   | 110339   |
| 178 | Појединачна домаћинства без икаквих услова                                                       | 122      |
| 179 | Појединачна домаћинства која имају радио                                                         | 103747   |
| 180 | Појединачна домаћинства која имају телевизор                                                     | 110258   |
| 181 | Појединачна домаћинства која имају фрижидер                                                      | 106850   |
| 182 | Појединачна домаћинства која имају машину за веш                                                 | 93826    |
| 183 | Појединачна домаћинства која имају аутомобил или комби                                           | 64435    |
| 184 | Појединачна домаћинства која имају рачунар                                                       | 72334    |
| 185 | Појединачна домаћинства која имају фиксну телефонску линију                                      | 89465    |
| 186 | Појединачна домаћинства која имају мобилни телефон                                               | 94489    |
| 187 | Појединачна домаћинства која имају приступ интернету                                             | 62036    |
| 188 | Величина локације                                                                                | 12       |